# Shirley Bousquet
Pour les articles homonymes, voir Bousquet.
Shirley Bousquet est une actrice française née le 5 mars 1976 à Colombes.
Elle est notamment connue du grand public pour son rôle de Nancy Langeais dans la série télévisée Caméra Café (2001). Depuis 2019, elle est également présente en tant que rôle récurrent dans la série Un si grand soleil.

## Biographie

### Formation et débuts
L'amour de Shirley Bousquet pour la comédie lui vient vers l'âge de 6 ans. À 15 ans, elle interprète des sketches les samedis après-midi avec ses copines. Elle commence ensuite une carrière professionnelle au Bataclan avec la Compagnie des Saltimbranques avant de rejoindre la Ligue d'improvisation.
Elle obtient un BTS Force de Vente au GRETA de l'École nationale de commerce de Paris XVIIe. Elle suit également une formation de théâtre, de danse (modern-jazz) et de chant.
En 1998, on peut la voir dans le rôle de la fée dans la VHS Leclerc Panique chez le Père Noël, cassette pour promouvoir les jouets pendant les vacances de Noël.

### Carrière
De 1998 à 2004, Shirley Bousquet tient le rôle récurrent de Jeanne Bouvier dans la série télévisée Sous le soleil.
En 2001, elle est révélée au grand public à la télévision avec son personnage de Nancy Langeais dans la série Caméra Café, puis sur Canal+ dans l'émission de Stéphane Bern, la Bern Académy, où elle interprète des sketches avec la comédienne Florence Foresti, alors débutante.
En 2005, elle reprend le personnage de Nancy dans l'adaptation au cinéma de la série Caméra Café, dans Espace Détente.
En parallèle, elle enchaîne les rôles : elle interprète une journaliste dans G@mer de Patrick Levy, une photographe hystérique dans Nos amis les Terriens de Bernard Werber, la meilleure amie d'Hélène de Fougerolles dans Incontrôlable de Raffy Shart, une ex de Nicolas Duvauchelle dans Hell de Bruno Chiche, une hôtesse de l'air dans Neuilly sa mère ! de Djamel Bensalah, une flic dans Lady Blood de Jean-Marc Vincent. Elle est la secrétaire entreprenante et décalée de Clovis Cornillac dans L'amour, c'est mieux à deux, réalisé par Dominique Farrugia et Arnaud Lemort.
Depuis 2019, elle est également présente en tant que rôle récurrent dans la série Un si grand soleil,.

### Engagement
En 2016, elle participe au spot « Sécurité pour tous » de Frédéric Chau avec notamment Josiane Balasko et Michel Boujenah. La même année, elle participe avec plusieurs artistes au clip Seul Ensemble au profit de la maison des parents de l'hôpital pédiatrique de Margency avec notamment Lorie Pester, la marraine du collectif #SeulEnsemble.

### Vie privée
Shirley Bousquet et son compagnon Charles sont devenus parents le 21 juin 2018 d'un garçon nommé Soren.
Très sportive, l'actrice pratique le body combat et le roller régulièrement et affectionne les sports nautiques extrêmes, comme le canyonisme, le rafting et l'hydrospeed.[réf. souhaitée]

## Filmographie

### Cinéma

#### Longs métrages

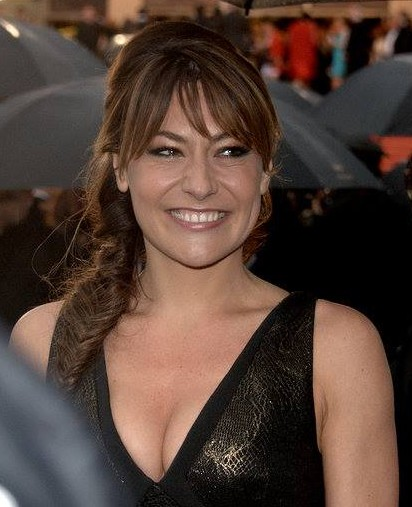
Shirley Bousquet lors du Festival de Cannes 2013.

- 1999 : Les Migrations de Vladimir de Mika Assaf
- 2000 : Taxi 2 de Gérard Krawczyk : la femme de la plage
- 2001 : G@mer de Patrick Levy : la journaliste
- 2002 : Gangsters d'Olivier Marchal : Judith
- 2005 : Espace détente de Bruno Solo et Yvan Le Bolloc'h : Nancy Langeais
- 2006 : Incontrôlable de Raffy Shart : Catherine
- 2006 : Hell de Bruno Chiche : Tatyanna
- 2006 : Nos amis les Terriens de Bernard Werber : la photographe
- 2009 : Lady Blood de Jean-Marc Vincent : Véronique
- 2009 : Neuilly sa mère ! de Gabriel Julien-Laferrière : l'employée de l'aéroport
- 2010 : Les Princes de la nuit de Patrick Levy : Anabel
- 2010 : L'amour, c'est mieux à deux de Dominique Farrugia et Arnaud Lemont : Swan
- 2011 : Omar m'a tuer de Roschdy Zem : Joséphine
- 2011 : Tu seras mon fils de Gilles Legrand : Jessica
- 2011 : Bienvenue à bord de Eric Lavaine : la femme du joueur du casino
- 2012 : Plan de table de Christelle Raynal : Edith
- 2013 : Paris à tout prix de Reem Kherici : Emma
- 2017 : Jour J de Reem Kherici : la maitresse de Juliette enfant
- 2017 : À deux heures de Paris de Virginie Verrier : Jeanne

#### Courts métrages
- 1998 : Panique chez le Père Noël
- 1998 : De la confiture aux cochons de Frédéric Jolfre[7]
- 1999 : La Tarte aux poireaux de Lionel Pouchard[8]
- 2001 : Le Timide de Fabien Michel[9]
- 2005 : Convivium de Michaël Nakache[10]
- 2007 : L'Enfileuse de couette de Franck Llopis[11]
- 2007 : Je suis femmosexuel... et toi ? d'Olivier Casas[12]
- 2008 : T'essuies tes pieds steuplé ! de Virginie Verrier[13]
- 2009 : Juste un détour de Pierre Renverseau[14]
- 2010 : Réflexion faite de Renaud Phillipps[15]
- 2025 : Supermec de Sidonie Morvan

### Télévision

#### Téléfilms
- 2003 : Péril imminent de Christian Bonnet
- 2004 : Joe Pollox et les mauvais esprits de Jérôme Foulon : la brune
- 2006 : Mademoiselle Gigi de Caroline Huppert : Lola Courcelles
- 2006 : Profils criminels de Laurent Carcélès : Emma Sinclair
- 2008 : Roue de secours de Williams Crépin : Céline
- 2009 : Les Amants de l'ombre de Philippe Niang : Nicole
- 2013 : Paradis amers de Christian Faure : Aline
- 2023 : Les Capone se marient de Gaël Leforestier : l'ex de Nico
- 2023 : Meurtres en Guadeloupe de Marc Barrat : Geneviève Rivière
- 2024 : Père Noël à domicile de Manu Joucla : Shirley

#### Séries télévisées
- 1996-1998 : Les Années fac (5 épisodes) : Laetitia / Marylène
- 1997 : Les Vacances de l'amour (épisode « Cacahuète ») : Patricia
- 2000-2004 : Sous le soleil (33 épisodes) : Jeanne Bouvier
- 2001-2002 : Avocats et Associés (épisodes « La Grande Muette » et « Partie civile ») : l'assistante photographe
- 2002-2004 : Caméra Café (56 épisodes) : Nancy Langeais
- 2003-2004 : Commissaire Moulin (épisodes « Sale bizness » et « Bandit d'honneur ») : Béatrice / l'infirmière du SAMU
- 2003 : Julie Lescaut (saison 12, épisode 1, « La Tentation de Julie » de Klaus Biedermann) : Hélène
- 2004 : SOS 18 (épisode « Tête à l'envers »)
- 2004 : Fargas (épisode « Pour solde de tout compte ») : Valérie
- 2004 : Péril imminent (épisode Mortel Chahut de Arnaud Sélignac) : Sandra
- 2005 : Blandine l'insoumise (épisode « La Farine du diable ») : Angélique
- 2005 : Louis la Brocante (épisode « Louis et le Mystère du viager ») : Martine
- 2007 : Off Prime (épisode « Coincée par les paparazzis »)
- 2007 : Suspectes (mini-série) de Laurent Dussaux : Marianne Hurel
- 2009 : Nous ne sommes pas des saints (saison 1) : Ève
- 2009 : Mes amis, mes amours, mes emmerdes... (épisodes « Dettes de jeu », « Comment lui dire ? » et « Quand les amis s'emmêlent ») : Sonia
- 2010-2012 : Victoire Bonnot (6 épisodes) : Valéria
- 2012 : Drôle de poker (saison 1)
- 2013 : Vaugand (épisode 1, de Charlotte Brandström) : Audrey Varennes
- 2015 : Nos chers voisins (épisode spécial « Nos chers voisins fêtent les vacances ») : Annabelle
- 2016 : Scènes de ménages : Véro, l'ex de Cédric qui veut faire un plan à trois
- 2017 : Scènes de ménages : Ça va être leur fête ! : Lucie, la cousine de Camille
- 2019-2023 : Un si grand soleil : Laetitia, l'ex-femme de Manu Léoni
- depuis 2020 : Sam : Isabelle Florentin, une parent d’élève
- 2021 : Camping Paradis (épisode « Les bikers au camping ») : Alix
- 2023 : Caméra Café, 20 ans déjà (téléfilm) de Bruno Solo et Yvan Le Bolloc'h : Nancy Langeais
- 2024 : R.I.P. Aimons-nous vivants ! de Frédéric Berthe : Claire
- 2025 : Joséphine, ange gardien, épisode « La guerre des deux papas »
- 2025 : Astrid et Raphaëlle
- 2025 : Demain nous appartient : Erica Vidal

### Web série
- 2016 : Mortus Corporatus
- 2022 : DZ

## Émissions de télévision
- 2003 : 20 h 10 pétantes (sketches de la « Bern Academie ») sur Canal+  : Endwina
- 2004 : Fort Boyard sur France 2 : participante
- 2007 : Fort Boyard sur France 2 : participante
- 2009 : La Porte ouverte à toutes les fenêtres sur France 4 : candidate
- 2015 : L'Académie des 9 sur NRJ12 : pensionnaire
- 2017 : En quête d'appart' sur BFM Business : participante[réf. souhaitée]